# Марийская кухня

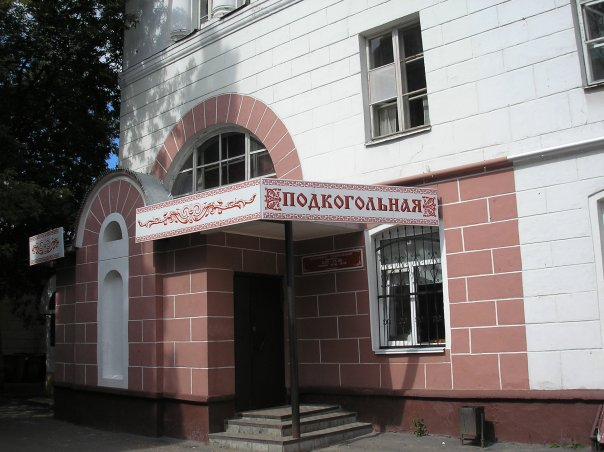
Кафе национальной кухни в Йошкар-Оле

Мари́йская ку́хня (луговомар. Марий кочкыш) — традиционное искусство приготовления пищи марийского народа.

## Описание
Существовал запрет на охоту на диких гусей, лебедей и голубей, в некоторых местностях Марийского края — на журавлей.

## Традиционные блюда и продукты

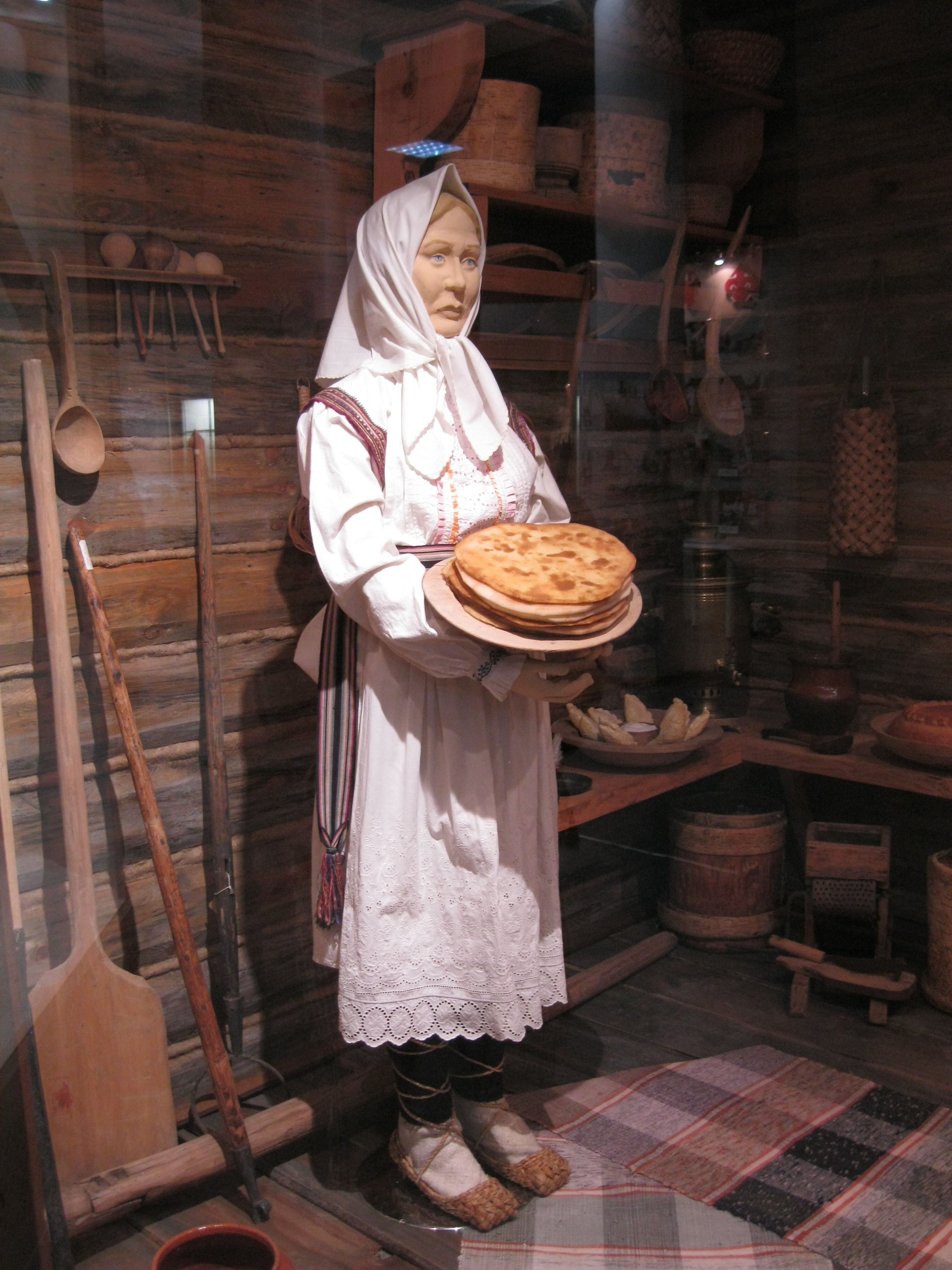
Празднично-обрядовые блюда марийской кухни: команмелна, подкогыльо и кыравец. Экспозиция НМ РМЭ

Основная традиционная пища марийцев — суп с клёцками (лашка), вареники с начинкой из мяса или творога (подкогыльо), варёная колбаса из сала или крови с крупой (сокта), шаньги, слоёные блины (команмелна), перемечи, творожные сырники (туара), отварные лепёшки (подкинде), печёные лепёшки (салмагинде).
Для национальной кухни характерны также специфические блюда из мяса белки, ястреба, филина, ежа, ужа, гадюки, из муки из сушёной рыбы, конопляного семени.
Среди напитков распространено пиво (пура), пахта (эран), крепкий медовый напиток (пӱрӧ).